# 拉伊莫·海诺宁
拉伊莫·海诺宁（芬蘭語：Raimo Heinonen，1935年5月29日—），芬兰男子竞技体操运动员。他曾获得1956年夏季奥运会体操比赛男子团体全能铜牌。他也参加了1960年和1964年夏季奥运会。